# Prowincja Wschodnia (Arabia Saudyjska)
Prowincja Wschodnia (arab. الشرقية, Asz-Szarkijja) – jedna z 13 prowincji Arabii Saudyjskiej. Znajduje się we wschodniej części kraju, nad Zatoką Perską. Graniczy z Irakiem, Kuwejtem, Katarem, Zjednoczonymi Emiratami Arabskimi, Omanem oraz Jemenem.